# Mistrzostwa Świata w Wędkarstwie Spławikowym (2003)
Mistrzostwa Świata w Wędkarstwie Spławikowym – mistrzostwa świata w wędkarstwie spławikowym, które odbyły się w dniach 13–14 września 2003 w Pieszczanach i Hlohovcu na Słowacji.
Areną zmagań był brzeg kanału rzeki Wag prowadzący do lokalnej elektrowni. W mistrzostwach udział wzięło 39 drużyn narodowych. Najczęściej używanym spławikiem był dysk Gutkiewicza. Polską ekipą kierował trener Andrzej Borkowski. Polacy zdobyli tu pierwszy w historii drużynowy medal mistrzostw świata. 
Wyniki indywidualne:
- 1. miejsce: Alan Scotthorne,
- 2. miejsce: Karoly Schater,
- 3. miejsce: Robert Bednarski.

Wyniki zespołowe:
- 1. miejsce:  Węgry,
- 2. miejsce:  Polska,
- 3. miejsce:  Francja[1].